# Yepifan

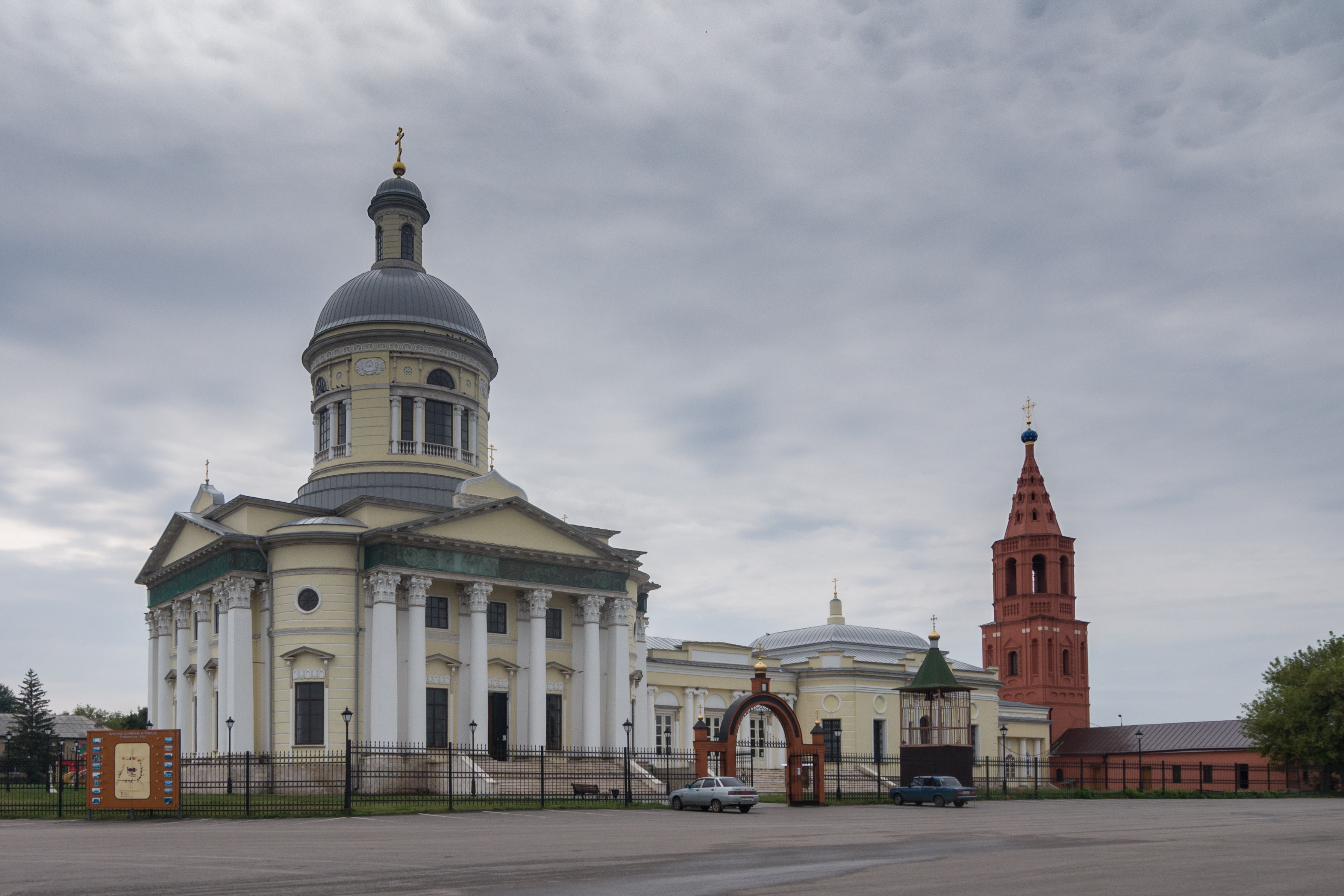
Catedral de San Nicolás

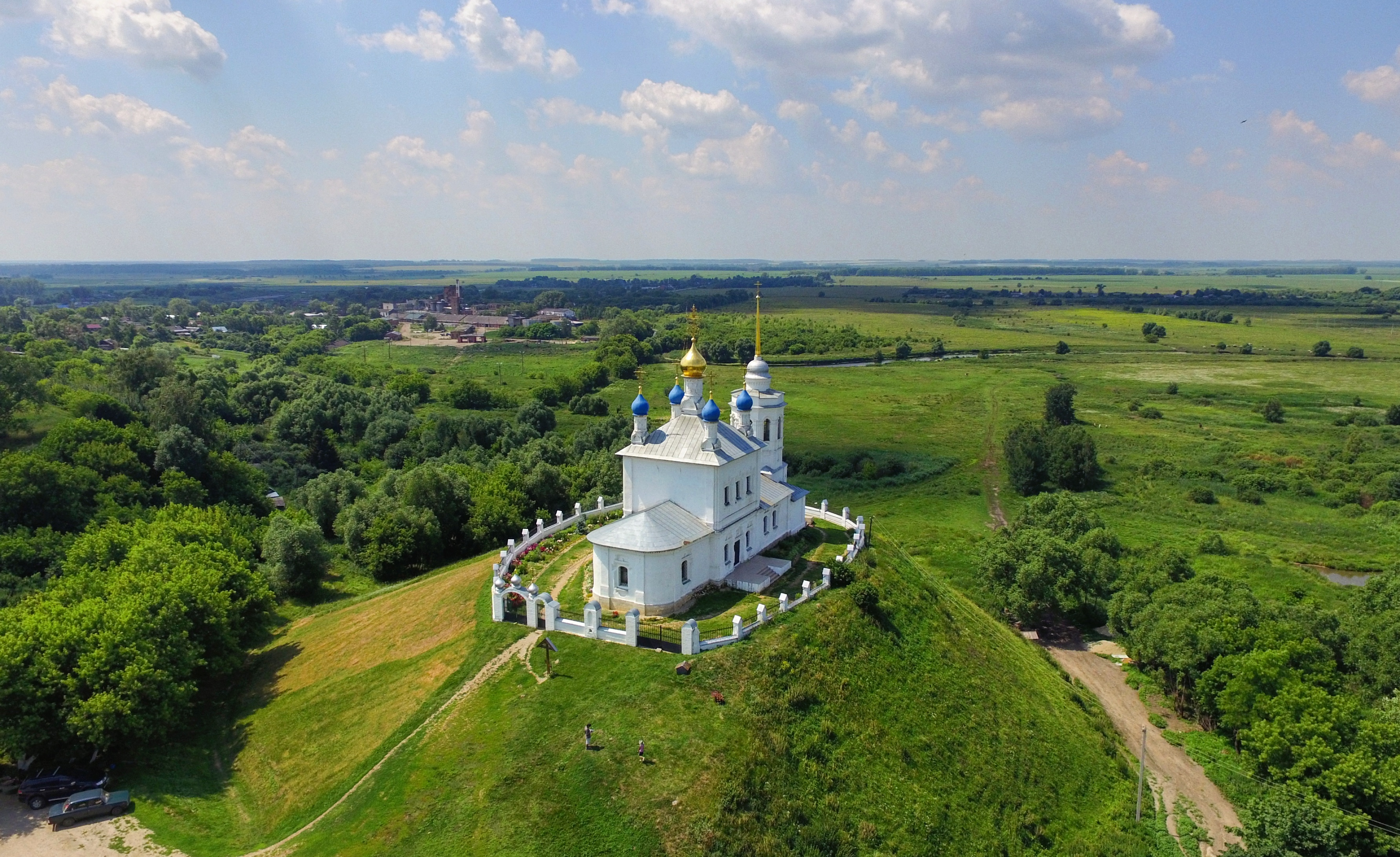
Iglesia de la Asunción

Yepifán (en ruso: Епифань) es un asentamiento de tipo urbano ruso de Tula localizado en el raión de Kímovsk. Se encuentra ubicado a la izquierda del río Don a 16 km al sureste de Kímovsk y a 78 km al sureste de Tula, en las proximidades de Kulikovo.

## Historia
Fue fundado por el príncipe Iván Mstislavski (primo segundo de Iván el Terrible) como fortificación frente a los tártaros de Crimea. Aunque no existen datos precisos sobre el año de la fundación, algunas fuentes hablan de 1566, 1567 o 1578. Durante la Época de la Inestabilidad, la población local apoyó a Iván Bolótnikov. Posteriormente, la ciudad fue saqueada por Iván Zarutski y los tártaros en reiteradas ocasiones siendo la última en 1659.
Pedro el Grande pretendió conectar el río Volga con el Don a través de un sistema de canales y compuertas por la zona, sin embargo, quedó demostrada la poca viabilidad del canal y el proyecto fue abandonado.
Durante el siglo XIX fue la capital de un uyezd afamado por su feria anual. 
En 1850, fue consagrada la catedral neoclásica de San Nicolás.